# Siegmund Lympasik
Siegmund Lympasik (ur. 14 stycznia 1920 w Berlinie, zm. 2 stycznia 1996 tamże) – niemiecki malarz, grafik, fotografik i pedagog.

## Życiorys
W 1938 roku rozpoczął studia artystyczne na Universität der Künste Berlin. Po wojnie, od 1947 roku studiował w berlińskiej Akademie der Künste. Początkowo pracował jako nauczyciel, później wyspecjalizował się w pedagogice artystycznej. Studentów przyjmował w swojej przestronnej pracowni przy Sybelstraße w Berlinie. W 1951 roku otrzymał nagrodę artystyczną miasta Berlina.
Uprawiał malarstwo akrylowe i teperowe (głównie wielkoformatowe), akwarelę i gwasz, a także rysunek tuszem i węglem oraz grafikę warsztatową i kolaż. Tematem jego prac były abstrakcyjne kompozycje, portrety i pejzaże.
Wystawiał tylko w Niemczech, po raz pierwszy w 1964 roku na wystawie „Neodada, Pop, Décollage, Kapitalistischer Realismus” w Galerie René Block – Berlin. Nie miał wystaw indywidualnych, tylko zbiorowe z Lotharem Quintem i K.P. Brehmerem. Najważniejszą wystawą, w której uczestniczył była „80 Jahre Deutscher Künstlerbund 1903-1983” w berlińskiej Martin-Gropius-Bau w 1983 roku.
Współcześnie prace Lympasika są w ofertach domów aukcyjnych. Od 2016 roku najwyższą cenę 713 USD osiągnęła jego praca na kartonie Komplexe Verbindung, sprzedana w 2021 (stan na 2022 rok).